# Szielnic
Szielnic (szlovákul Liptovská Sielnica) község Szlovákiában, a Zsolnai kerületben, a Liptószentmiklósi járásban. Bernic tartozik hozzá.

## Fekvése
Liptószentmiklóstól 13 km-re északnyugatra fekszik.

## A vár története
Várának helyén már korábban állt egy hallstatt-kori megerősített földvár, ahonnan számos bronzkori lelet került elő. A várat 1262 körül építették a Szestrcs-völgyön át vezető egykori kereskedelmi út védelmére. Kezdetben királyi várként a zólyomi ispánsághoz tartozott. A 14. század elején Csák Máté foglalta el. Az oligarcha halála után újra a királyé Dancs mester zólyomi ispán uralma alatt. 1340-ben az ispánság több részre oszlott és Liptó önálló ispánsági székhely lett. 1397-ben Magnum castrum Liptovience, azaz Nagyliptóvár néven említik. 1397-ben IV. Vencel cseh király serege foglalta el. 1406-ban Gara Miklós kapta meg a várat és a liptói ispáni címet. 1441-ben elfoglalták a husziták. 1454-ben Hunyadi János a Pongráczoknak adta. 1459-ben Hunyadi Mátyás Komorovszky Péter árvai és liptó ispánnak adományozta. Komorovszky azonban a lengyel-magyar viszályban a lengyel királlyal szimpatizált, ezért Mátyás 1474-ben elfogatta és bezáratta, a várat pedig leromboltatta. Már nem építették újjá, azóta pusztul.

## A falu története
A falu már a 11. században is létezett. 1256-ban „Zelniche”, 1283-ban „Sulnucha” a neve. 1290-ben III. András egy Sibran nevű keresztes vitéz, Perislaus, Maravigh és Dworzee nevű unokáinak adományozta, bernici birtokuk mellé. 1297-ben „Zelnice” néven írják. 1304-től a család Benk nevű leszármazottjának birtokában állt. 1323-ban „Zelnycza”, 1391-ben „Zelnichefeu” illetve „Zelniche a. n. Benkhaza”, 1392-ben „Bakonia a. n. Selihche” alakban szerepel az írott forrásokban.
A 15. században földesúri mezőváros vásártartási joggal, a likavai uradalomhoz tartozott. 1463-ban Hunyadi Mátyástól városi szabadalmakat kapott, ezt követően a város körüli 12 mérföldes körzetben vámmentességet élvezett. 1625-ben 17 jobbágytelek állt itt, ahol 50 család élt, ezenkívül 8 házas zsellér és 2 ház nélküli zsellércsalád lakott a településen. Legrégibb pecsétje 1630-ból származik. 1784-ben 144 házában 930 lakos élt. A 18. században sörfőzdéje, pálinkafőzdéje volt. Lakói lent és kendert termesztettek és az ebből készített vászonnal kereskedtek.
A 18. század végén Vályi András így ír róla: „SZELNICZE. v. Szelnicza. Régi Mezőváros Liptó Várm. most már tsekély helységgé vált; de az előtt nevezetesebb, ’s gazdagabb is vólt, a’ Likavai Uradalomhoz tartozik, lakosai katolikusok, ’s másfélék is, fekszik Tarnóczhoz, ’s Vágvizéhez sem meszsze; határja jól termő, vidékje szép; patakja, melly a’ Városon keresztűl foly, ártalmas áradások’ idején.”
1828-ban 146 házát 1183-an lakták. A 19. században virágzó település volt jelentős kézműiparral, lakói emellett főként földműveléssel, állattartással foglalkoztak. Később főként Liptószentmiklós üzemeiben dolgoztak.
Fényes Elek 1851-ben kiadott geográfiai szótárában így ír a településről: „Szilnicz, vagy Szenicza, tót mv., Liptó vmegyében, 180 kath., 992 evang., 11 zsidó lak. Kath. filial. szentegyház. Van szép erdeje, országos vásárai, fürészmalma, sör- és pálinkafőző házai. Lakosai sok lent, borsót termesztenek; vásznat szőnek. F. u. a kamara.”
A 20. század elején nevét Benkházára akarták magyarosítani, de ennek végrehajtására nem került sor. A trianoni diktátumig Liptó vármegye Németlipcsei járásához tartozott.
1924-ben csatolták hozzá Bernicet. 1974-ben egy részét a 13. századi gótikus templommal és az 1783-ból való evangélikus templommal együtt elárasztotta a Szentmáriai-víztározó. Lakosai északabbra azonos néven alapítottak új települést.

## Népessége
| Év:            | 1994. | 2004.    | 2014.   | 2024.   |
| -------------- | ----- | -------- | ------- | ------- |
| Emberek száma: | 440   | 609      | 607     | 589     |
| Eltérés:       |       | +38,40 % | -0,32 % | -2,96 % |

| Év:            | 2023. | 2024.   |
| -------------- | ----- | ------- |
| Emberek száma: | 603   | 589     |
| Eltérés:       |       | -2,32 % |

1910-ben 774, túlnyomórészt szlovák lakosa volt.
2001-ben 529 lakosából 525 szlovák volt.
2011-ben 606 lakosából 582 szlovák.

## Neves személyek
- Itt született 1741-ben Ambrosi János evangélikus lelkész.
- Itt született 1748-ban Ambrózy Sámuel evangélikus lelkész.
- Itt született 1760-ban Lovich Ádám, a Bányai evangélikus egyházkerület püspöke 1815-től haláláig.
- Itt született 1797-ben Ambrózy Mátyás evangélikus lelkész.
- Itt született 1849-ben Karol Salva szlovák evangélikus lelkész, tanító, író, korának jeles szlovák nemzeti irányultságú lap- és könyvkiadója.

## Nevezetességei
- Területén állnak Nagyvár (Hohenhaus) romjai, amely a 13. század óta Liptóvár néven királyi vár a liptói ispánság igazgatása alatt. A 15. században Mátyás király romboltatta le.
- Római katolikus temploma a 13. század második felében épült, eredetileg gótikus stílusú volt. A 15. század első felében átépítették, 1750 körül pedig barokk stílusban építették át.
- Evangélikus temploma 1783-ban épült, a 19. század első felében átépítették.
- Szentmária római katolikus temploma a 13. század második harmadában épült, 1636-ban reneszánsz stílusban építették át. Belsejében késő gótikus és reneszánsz alkotások találhatók. Egykori főoltára és a régi Mária-oltár – melyek 1450 körül készültek NR mester műhelyében – ma a budapesti Szépművészeti Múzeumban láthatók.
- Párisháza kastélya 1490 és 1510 között épült késő gótikus stílusban. A 17. század első felében reneszánsz stílusban építették át.

## Külső hivatkozások
- Hivatalos oldal
- Községinfó
- Szielnic Szlovákia térképén
- E-obce.sk Archiválva 2009. október 3-i dátummal a Wayback Machine-ben
- Muzeum.sk

## Lásd még
- Bernic